# Lijst van burgemeesters van Opbrakel
Dit is een lijst van burgemeesters in Opbrakel.
- 1808 - 1815 Jan Baptist Camberlyn d'Amougies

...
- 1822 - 1825 Pieter Francis Dhont

...
- 1830 - 1866 Petrus Ignatius Stevens
- 1867 - 1869 Armand Marijns
- 1870 - 1872 Agapius Hoebeke
- 1873 - 1892 Philippe Vande Putte
- 1893 - 1911 Leo Fivez
- 1912 - 1919 Jean Baptist Leleu
- 1921 - 1926 Emiel Marroyen
- 1927 - 1939 Lothaire Vanden Bossche (1895-1954)
- 1939 - 1947 Albert Dhaeze
- 1947 - 1964 Marien De Cubber
- 1964 - 1970 Edmond Backaert

Vanaf 1971 maakte Opbrakel deel uit van de nieuwe fusiegemeente Brakel, meteen ook een nieuwe gemeentenaam.